# Tupolev Tu-22M
Tupolev Tu-22M (russisk: Туполев Ту-22М; NATO rapporteringsnavn: Backfire) er et langtrækkende, supersonisk bombefly med variabel pilgeometri udviklet af flykonstruktørvirksomheden Tupolev i det daværende Sovjetunionen.
Tu-22M er baseret på et design fra slutningen af 1960'erne og blev produceret frem til 1993, efter at der var produceret i alt 497 eksemplarer. Flyet benyttes fortsat, og der er i dag omkring 100 fly i aktiv tjeneste i primært Ruslands luftvåben.

## Udvikling
Tu-22M er udviklet på grundlag af Tupolev Tu-22 (NATO-rapporteringsnavn: Blinder) i 1970'erne, men er på mange måder et helt nyt design. På daværende tidspunkt var variabel pilgeometri ("bevægelig vinge") en populær konstruktion, der også var benyttet i andre sovjetiske designs som MiG-23 og Su-17. Den nye Tu-22M fik oprindeligt navnet Samoljot 145 (Fly 145). På trods af, at flyet på mange måder er helt nyt design i forhold til Tu-22, fik flyet navnet Tu-22M angiveligt for at gøre det nemmere at opnå finansiering af projektet i militæret og i den sovjetiske regering. Det er også hævdet, at navnet Tu-22M blev anvendt under nedrustningsforhandlingerne om SALT II for at skabe indtryk af, at flyet blot var en mindre videreudvikling af Tu-22 og for at skjule flyets reelle egenskaber. NATO gav flyet et nyt navn; Backfire.

## Operativ tjeneste
Under den Kolde krig anvendte Sovjetunionens luftvåben Tu-22M i rollen som strategisk bombefly, ligesom Sovjetunionens flåde anvendte flyet til operationer mod fjendtlige skibe. I løbet af 1970'erne blev Tu-22M benyttet til enkelte simulerede angreb mod amerikanske flådeenheder. Flyet blev også benyttet til at teste Japans flyberedskab.
Tu-22M blev benyttet i kamp første gang i Afghanistan fra 1987 til 1989. Brugen af flyet var tilsvarende den amerikanske brug af B-52 Stratofortress under Vietnamkrigen og bestod i at smide store mængder af konventionelle ustyrede bomber mod mål på jorden. Tu-22M3 blev anvendt på samme måde under krigen i Tjetjenien i 1995, hvor der blev bombet mål nær Groznyj.
Rusland anvendte Tu-22MR under krigen i Sydossetien, hvor et af flyene blev bekræftet skudt ned af et jord-til-luft missil.
I de senere år er flyet blevet benyttet af Rusland til at teste beredskabet i Østersøområdet. Den 29. marts 2013 foretog russiske Tu-22M3'ere og Su-27'ere et simuleret angreb mod Sverige. Det svenske forsvar reagerede ikke på det simulerede angreb. Danske fly udstationeret i Baltikum kom dog på vingerne.
Den 24. marts 2015 foretog to TU-22M for første gang en supersonisk flyvning over Østersøen med kurs mod det sydlige Skandinavien. Flyvningen skete få dage efter, at Rusland havde truet Danmark med atomangreb. og medio juni 2014 under folkemødet blev flyet anvendt i et simuleret angreb på Bornholm, medbringende missiler.

### Eksport
Tupolev har siden 1992 søgt at eksportere flyet, herunder til Iran, Indien og Kina, men der er endnu ikke foretaget bekræftet salg af flyet. Fire fly blev dog i leaset til Indien i 2001. Flyene skulle udføre maritim overvågning og fungere som angrebsfly.
I januar 2013 blev rapporteret, at Kina havde underskrevet en aftale om produktion og køb af 36 Tu-22M3'ere under den kinesiske betegnelse H-10; en stor del af flyene skulle fremstilles i Kina under en aftale om teknologioverførsel fra Tupolev. der blev ligeledes spekuleret i, at Rusland tillige skulle have solgt russiskbyggede langtrækkende Raduga Kh-22 anti-skibs-missiler. Det russiske våbenexportagentur Rosoboronexport har dog benægtet et salg af fly og missiler til Kina.

## Versioner
Den første variant af flyet var Tu-22M0, der blev fremstillet i ni eksemplarer. Herefter fulgte ni yderligere Tu-22M1 i 1971 og 1972. Det nye fly fik NATO-rapporteringsnavnet Backfire-A.
Den første større serie gik i produktion i 1972 under navnet Tu-22M2 (NATO: Backfire-B). Flyet havde længere vinger og et ændret skrog, plads til 4 besætningsmedlemmer, to NK-22 motorer (215 kN hver) og nyt understel i vingerne. Flyets bevæbning bestod oftest af langtrækkende krydsermissiler eller anti-skibs-missiler af typen Raduga Kh-22. Nogle Tu-22M2'ere blev senere udstyret med de kraftigere NK-23 motorer og givet navnet Tu-22M2Ye.
Den senere Tu-22M3 (NATO: Backfire C) fløj første gang i 1976 og blev taget i tjeneste i 1983. Tu-22M3 havde nye NK-25 motorer med markant større luftindtag som på MiG-25, forøget vinkel på vingerne til flyvning i høj hastighed og en ny næse med plads til en forbedret radar og våbenstyringssystem.
Tu-22M blev oprindeligt bygget med mulighed for lufttankning. Denne mulighed gjorde flyet kontroversielt under 1970'ernes nedrustningsforhandlinger, idet muligheden for lufttankning gav flyet mulighed for at angribe mål i USA, hvilket kvalificerede flyet til et strategisk bombefly. Under SALT-2 forhandlingerne indvilligede Sovjetunionen i at fjerne muligheden for lufttankning på de fleste af flyene. Ifølge rapporter fra sovjetiske afhoppere var der dog på sovjetiske luftbaser opbevaret udstyr til lufttankning, der hurtigt kunne monteres på hvert enkelt af de sovjetiske Tu-22M3'ere.
Flere Tu-22M3'ere, muligvis 12, blev ombygget til rekognosceringsflyet Tu-22M3(R) eller Tu-22MR.
En version, Tu-22M3M, med opgraderet avionics og forbedrede våbensystemer er ligeledes udviklet og taget i brug af Ruslands luftvåben.

## Brugere
Ved Sovjetunionens opløsning var der 370 Tu-22M'ere i tjeneste i SNG.
 RUS
- Ruslands luftvåben – 93 i tjeneste i december 2010.[22]
- Ruslands flåde – 58 i tjeneste i december 2010.[22]

### Tidligere brugere
IND
- Indiens flåde[15]

 UKR
- Ukraines luftvåben
- Ukraines flåde

 USSR
- Sovjetunionens luftvåben
- Sovjetunionens flåde

## Galleri
- Tu-22MO, den første version af Tu-22M
- En sovjetisk Tu-22M eskorteres af en norsk F-16, 1988
- Russisk Tu-22M3
- Russisk Tu-22M3 under opvisning i 2012
- En Tu-22M3 bevæbnet med Raduga Kh-22 anti-skibs-missil under vingen

## Eksterne links
- Wikimedia Commons har flere filer relateret til Tupolev Tu-22M
- Tu-22M3 page on airwar.ru (russisk)
- Tu-22M entry at Globalsecurity.org
- Tu-22M photos at Airliners.net Arkiveret 21. september 2011 hos  Wayback Machine
- "How to spot a Russian bomber" on BBC site Arkiveret 22. februar 2015 hos  Wayback Machine